# پاول وینوگرادف
پاول وینوگرادف (به انگلیسی: Pavel Vinogradov) فضانورد اهل کشور روسیه است که در ۳۱ اوت ۱۹۵۳ در ماگادان زاده شد. وی در مأموریت سایوز تی‌ام-۲۶، اکسپدییشن ۱۳، سایوز تی‌ام‌ای-۸، اکسپدییشن ۳۵، ۳۶، سایوز تی‌ام‌ای-۰۸ام حضور داشته است.